# Неопатрия
Крепостта Неопатрия или Неопатра (на гръцки: Κάστρο Νεόπατρας ή Κάστρο Υπάτης), което значи Новата Патра, се издига над днешно Ипати и съседното му село Аргирохори със старо име Богомилъ. 
В Неопатрия е резидирал дукът на Тесалия с византийската титла „севастократор“, и на средновековното херцогство Неопатрия през XIV век. Крепостта се намира в северния подстъп към планината Ета. В османските източници носи името Патраджик (на гръцки: Πατρατζίκ).

## История
През античността на мястото на крепостта се е издигал акропола на селището Ипатия, което било член на Етолийския съюз от 302 г. пр.н.е. Ипатия е укрепена за първи път по елинистично време. Останки от античното укрепление се намират на много места в по-широкия периметър около замъка и до съвременното Ипати. Укреплението е цялостно реновирано по времето на император Юстиниан Велики.
През 869 г. Ипатия се споменава на църковен събор за първи път под името "Нова Патра" . През 1204 г. крепостта е превзета от франкските кръстоносци, а през 1218 г. попада под властта на Епирското деспотство.
През 1267 г. Новата Патра е завещана на Йоан I Дука (незаконен син на Михаил II Комнин, деспот на Епир), който подновява замъка, ставайки дук на Нова Патра през 1271 г. Войводството по онова време се простирало от Олимп до Коринтския залив и заради арумъните, които живеели в него, се наричало още Велика Влахия.
Замъкът е обсаден през 1275 г. от Йоанис Палеолог, византийски севастрократор и императорски брат, начело на 30 000 мъже. Силното му укрепление предотвратява превземането му. Йоан I Дука напуска тайно крепостта и лично моли неговия зет и херцог на Атина Уилям I де ла Рош за военна помощ. Уилям I де ла Рош, който е женен за дъщерята на Йоан I Дука Елена Комнина, начело на рицарска армия се втурва към Неопатрия и разбива обсадата. Замъкът остава под властта на деспотите на Тесалия до смъртта на последния тесалийски деспот Йоан II Ангел Дука през 1318 г., след което преминава в ръцете на каталунците от каталонската компания.

### Херцогство Неопатрия
Новите каталунски територии около Нова Патра са обединени с Херцогството на Атина под името „Херцогство на Атина и Нова Патра“. Херцогството е разделено на капитанства: Сидирокастро, Нова Патра и Салона (Амфиса).
През 1393 г. османците начело с Игит паша превземат замъка. Въпреки това, османците не успяват да го задържат и трайно го завладяват едва в средата на XV век. По османско време замъкът получава ново име – "Патраджик" (т.е. малката Патра) и е бил седалище на специална османска провинция. През XVI век крепостта губи военното си значение, запусната е и оставена да се саморазрушава с течение на времето.  През 2015 г. крепостта е цялостно реновирана. 